# Serie A 1967-1968 (pallavolo femminile)
La Serie A femminile FIPAV 1967-68 fu la 23ª edizione del principale torneo pallavolistico italiano femminile organizzato dalla FIPAV.

## Regolamento e avvenimenti
Il titolo fu conquistato per il quarto anno consecutivo dalla Max Mara Reggio Emilia. Fu decisivo uno spareggio vinto dalle reggiane per 3-2 (14-16, 11-15, 15-3, 15-5, 15-13) a Bologna il 25 aprile 1968 contro la Fini Modena. Panini Modena e Sestese Sesto Fiorentino scontarono un punto di penalizzazione per aver entrambe rinunciato alla trasferta di Palermo contro la Fari.

## Classifica
| Pos. | Squadra                  | Pt | G  | V  | P  | SV | SP |
| ---- | ------------------------ | -- | -- | -- | -- | -- | -- |
| 1.   | Max Mara Reggio Emilia   | 34 | 18 | 17 | 1  | 52 | 14 |
| 2.   | Fini Modena              | 34 | 18 | 17 | 1  | 53 | 13 |
| 3.   | Cabassi Modena           | 22 | 18 | 11 | 7  | 40 | 32 |
| 4.   | Fari Palermo             | 20 | 18 | 10 | 8  | 35 | 31 |
| 5.   | Pallavolo Bergamo        | 16 | 18 | 8  | 10 | 38 | 34 |
| 6.   | Virtus Ravenna           | 16 | 18 | 8  | 10 | 33 | 36 |
| 7.   | Confit Reggio Emilia     | 14 | 18 | 7  | 11 | 29 | 40 |
| 8.   | CCS Cogne                | 14 | 18 | 7  | 11 | 28 | 44 |
| 9.   | Panini Modena            | 9  | 18 | 5  | 13 | 25 | 45 |
| 10.  | Sestese Sesto Fiorentino | -1 | 18 | 0  | 18 | 10 | 54 |

| Campione d'Italia | Retrocesse in Serie B |

## Risultati

### Tabellone
|                        | Bergamo | Cogne | Modena Cabassi | Modena Fini | Modena Panini | Palermo | Ravenna | Reggio Emilia Arbor | Reggio Emilia La Torre | Sesto Fiorentino |
| ---------------------- | ------- | ----- | -------------- | ----------- | ------------- | ------- | ------- | ------------------- | ---------------------- | ---------------- |
| Bergamo                | XXX     | 3-0   | 2-3            | 2-3         | 3-1           | 3-0     | 3-1     | 3-0                 | 1-3                    | 3-1              |
| Cogne                  | 3-2     | XXX   | 3-1            | 2-3         | 3-1           | 1-3     | 3-2     | 1-3                 | 0-3                    | 3-2              |
| Modena Cabassi         | 3-2     | 3-1   | XXX            | 0-3         | 3-0           | 3-1     | 2-3     | 3-0                 | 0-3                    | 3-0              |
| Modena Fini            | 3-0     | 3-0   | 3-2            | XXX         | 3-0           | 3-1     | 3-0     | 3-1                 | 3-1                    | 3-0              |
| Modena Panini          | 3-2     | 1-3   | 2-3            | 1-3         | XXX           | 1-3     | 3-2     | 2-3                 | 1-3                    | 3-1              |
| Palermo                | 3-2     | 3-1   | 3-1            | 0-3         | 3-0           | XXX     | 3-0     | 3-1                 | 1-3                    | 3-0              |
| Ravenna                | 3-1     | 3-0   | 1-3            | 0-3         | 3-0           | 3-0     | XXX     | 3-2                 | 0-3                    | 3-1              |
| Reggio Emilia Arbor    | 0-3     | 3-1   | 2-3            | 0-3         | 1-3           | 3-1     | 3-2     | XXX                 | 1-3                    | 3-0              |
| Reggio Emilia La Torre | 3-0     | 3-0   | 3-1            | 3-2         | 3-0           | 3-1     | 3-1     | 3-0                 | XXX                    | 3-1              |
| Sesto Fiorentino       | 1-3     | 2-3   | 0-3            | 0-3         | 0-3           | 0-3     | 0-3     | 0-3                 | 1-3                    | XXX              |

## Fonti
- Filippo Grassia e Claudio Palmigiano (a cura di). Almanacco illustrato del volley 1987. Modena, Panini, 1986.